# Himno de la República de Altái
El Himno Nacional de la República de Altái (en altaico: Алтай Республиканыҥ гимны) es el himno oficial de la República de Altái en Rusia. La música fue compuesta por V. Peshnyak, y la letra fue escrita por Arzhan Adarov y В. Sоrоkin. Aprobado oficialmente en 2001 como símbolo de la Federación de Rusia.

## Letra
| Texto en altaico y ruso | Romanización | Transcripción AFI | Traducción |
| --- | --- | --- | --- |
| En altaico: Кӧк теҥери јылдыстар, Улу, јайым Кан-Алтай. Ӱч-сӱмер, ыйык тайгалар Агару, јебрен Алтай. Ӱч толыкту Кан-Алтай Јыҥкыс эдер јаҥы јок. Ӱргӱлји кӱйген одыбыс Ӧчӱп калар учуры јок. Алтай – ӧскӧн кабайыс, Алтай – мӧҥкӱ кудайыс. Элен чактарга корула, Россияла бис јажына. En ruso: Ты солнцем создан, Алтай, Живи и процветай. Ты вовек непоколебим, И прекрасен наш Алтай. Алтай с Россией на века. Тебе и ей мы верны. И единою судьбой Навсегда озарены! Алтай! | En altaico: Kök teňeri jyldystar, Ulu, jaiym Kan-Altai. Üč-sümer, yiyk taigalar Agaru, jebren Altai. Üç tolyktu Kan-Altai Jyňkys eder jaňy jok. Ürgülji küigen odybys Öčüp kalar učury jok. Altai – öskön kabaiys, Altai – möňkü kudaiys. Elen čaktarga korula, Rossiala bis jažyna. En ruso: Ty solncem sozdan, Altaj, Živi i procvetaj. Ty vovek nepokolebim, I prekrasen naš Altaj. Altaj s Rossijej na veka. Tebe i jej my verny. I jedinoju sudhboj Navsegda ozareny! Altaj! | En altaico: [kɵk tɛ.ŋɛ.ˈri ɟ͡ʝɨɫ.dɨs.ˈtɑr] [ʊ.ˈɫʊ ɟ͡ʝɑ.ˈjɨm qɑn ɑɫ.ˈtɑj ‖] [ʉc͡ç sʉ.ˈmɛr ɨ.ˈjɨq tɑj.ɣɑ.ˈɫɑr] [ɑ.ɣɑ.ˈrʊ ɟ͡ʝɛb.ˈrɛn ɑɫ.ˈtɑj ‖] [ʏc͡ç tɔ.ɫɨq.ˈtʊ qɑn ɑɫ.ˈtɑj] [ɟ͡ʝɨɴ.ˈqɨs ɛ.ˈdɛr ɟ͡ʝɑ.ˈŋɨ ɟ͡ʝɔq ‖] [ʉr.gʉlʲ.ˈɟ͡ʝi kʉj.ˈgɛn ɔ.dɨ.ˈβɨs] [ɵ.ˈc͡çʉp qɑ.ˈɫɑr ʊ.c͡çʊ.ˈrɨ ɟ͡ʝɔq ‖] [ɑɫ.ˈtɑj ɵs.ˈkɵn qɑ.bɑ.ˈjɨs] [ɑɫ.ˈtɑj mɵŋ.ˈkʉ qʊ.dɑ.ˈjɨs ‖] [ɛ.ˈlɛn c͡çɑq.tɑr.ˈɣɑ qɔ.rʊ.ˈɫɑ] [rɔs.ˌsi.jɑ.ˈɫɑ bis ɟ͡ʝɑ.ʝɨ.ˈnɑ ‖] En ruso: [tɨ ˈson.t͡sɛm ˈsoz.dɐn ɐɫ.ˈtaj] [ʐɨ.ˈvʲi i prɐt͡s.vʲɛ.ˈtaj ‖] [tɨ vɐ.ˈvʲɛk nʲɪ.pa.kɐ.lʲɪ.ˈbʲim] [i prʲɪ.ˈkra.sʲɪn naʂ ɐɫ.ˈtaj ‖] [ɐɫ.ˈtaj s‿rɐ.ˈsʲi.jɪj nɐ vʲɪ.ˈka ‖] [tʲɪ.ˈbʲɛ i jɛj mɨ vʲɛr.ˈnɨ ‖] [i jɛ.ˈdʲi.nɐ.ju sudʲ.ˈboj] [nɐf.sʲɪɡ.ˈda ɐ.zɐ.rʲɪ.ˈnɨ ‖] [ɐɫ.ˈtaj ‖] | De altaico: Cielos azules llenos de estrellas, Tan vasto, pero libre es el Khan de Altái. Los tres picos de las tranquilas Taigas Este sagrado y antiguo Altái. Tres picos se destacan como el Khan de Altái Para partir de aquí, no habrá tradiciones. El halcón duerme bien en los bosques. Los impuestos tenaces no existen. Este es el lugar de nacimiento de la nación de Altái. Los mil lugares sagrados de Altái. Protegiendo su riqueza que fluye Somos rusos toda nuestra vida. De ruso: Tú eres creado por el sol, Altái, Viva y próspera. Eres firme por siempre, Y nuestro Altái es hermoso. Altái con Rusia por siglos. A ti y ella somos leales. Y con un solo destino. Por siempre profundo. ¡Altái! |